# Зволенский повет
Зволенский повят (пол. Powiat zwoleński) — повят (район) в Польше, входит как административная единица в Мазовецкое воеводство. Центр повята — город Зволень. Занимает площадь 571,24 км². Население — 36 967 человек (на 2013 год).

## Административное деление
- города: Зволень
- городско-сельские гмины: Гмина Зволень
- сельские гмины: Гмина Казанув, Гмина Полична, Гмина Пшиленк, Гмина Тчув

## Демография
Население повята дано на 2013 год.
| Перепись            | Всего | Мужчины | Женщины |
| ------------------- | ----- | ------- | ------- |
| Всего               | 36967 | 18386   | 18581   |
| Городское население | 8112  | 3877    | 4235    |
| Сельское население  | 28855 | 14509   | 14306   |